# Station Apsley
Apsley is een station van National Rail in Apsley, Dacorum in Engeland. Het station is eigendom van Network Rail en wordt beheerd door West Midland Trains. Het station is geopend in 1938. 